# Desmond Harrington
Desmond Harrington (Savannah, 19 ottobre 1976) è un attore statunitense, famoso per la partecipazione a film come The Hole, Wrong Turn, Nave fantasma e Giovanna d'Arco, e per il ruolo di Joey Quinn nella serie televisiva Dexter.

## Biografia
Harrington è nato a Savannah, trasferendosi poi con la famiglia a New York, nel Bronx, all'età di tre anni. Frequentò una scuola cattolica e prese il diploma alla Fordham Preparatory School, un liceo gesuita. Dopo il liceo, iniziò a studiare presso il Manhattan College, ma se ne andò da lì dopo sei settimane. Successivamente, ebbe diversi impieghi prima di diventare attore.
Il suo primo ruolo fu quello di Aulon nel film di Luc Besson The Messenger: The Story of Joan of Arc. Ottenne poi ruoli importanti in film come The Hole, Nave fantasma e Wrong Turn. Harrington è apparso anche nella miniserie televisiva prodotta da Steven Spielberg Taken, in cui ha avuto il ruolo di Jesse Keys. Dal 2008 al 2013 ha ricoperto la parte di Joey Quinn nella serie televisiva Dexter.

## Filmografia parziale

### Cinema
- Giovanna d'Arco (The Messenger: The Story of Joan of Arc), regia di Luc Besson (1999)
- Massholes, regia di John Chase (2000)
- 1 chilometro da Wall Street (Boiler Room), regia di Ben Younger (2000)
- I ragazzi della mia vita (Riding in Cars with Boys), regia di Penny Marshall (2001)
- The Hole, regia di Nick Hamm (2001)
- My First Mister, regia di Christine Lahti (2001)
- Life Makes Sense If You're Famous, regia di Erik MacArthur – cortometraggio (2002)
- Nave fantasma (Ghost Ship), regia di Steve Beck (2002)
- We Were Soldiers, regia di Randall Wallace (2002)
- Wrong Turn, regia di Rob Schmidt (2003)
- Love Object, regia di Robert Parigi (2003)
- Three Way, regia di Scott Ziehl (2004)
- Taphephobia, regia di Aaron Pope (2006)
- Bottom's Up, regia di Erik MacArthur (2006)
- TiMER, regia di Jac Schaeffer (2008)
- Life Is Hot in Cracktown, regia di Buddy Giovinazzo (2008)
- Exit Speed, regia di Scott Ziehl (2008)
- Matrimonio tra amici (Not since you) (2009), regia di Jeff Stephenson
- Il cavaliere oscuro - Il ritorno (The Dark Knight Rises), regia di Christopher Nolan (2012)
- The Neon Demon, regia di Nicolas Winding Refn (2016)

### Televisione
- Taken – miniserie TV, puntate 4-5-6 (2002)
- Dragnet – serie TV, 10 episodi (2003-2004)
- Law & Order: Criminal Intent – serie TV, episodio 5x17 (2006)
- Sons & Daughters – serie TV, 9 episodi (2006-2007)
- Rescue Me – serie TV, 8 episodi (2008)
- Dexter – serie TV, 72 episodi (2008-2013) – Joey Quinn
- Gossip Girl – serie TV, 9 episodi (2009-2011) – Jack Bass
- Justified – serie TV, episodio 3x01 (2012)
- The Astronaut Wives Club – serie TV, 10 episodi (2015) – Alan Shepard
- Limitless – serie TV, episodi 1x05-1x09-1x11 (2015)
- Shooter – serie TV, episodi 1x07-1x08-1x09 (2016-2017)
- Brooklyn Nine-Nine – serie TV, episodio 4x16 (2017)
- Sneaky Pete – serie TV, 7 episodi (2017-2018)
- Elementary – serie TV, 7 episodi (2018)
- Manhunt – serie TV, 7 episodi (2020)
- Dexter: Resurrection – serie TV, episodio 1x03 (2025)

## Doppiatori italiani
Nelle versioni in italiano delle opere in cui ha recitato, Desmond Harrington è stato doppiato da:
- Fabio Boccanera in Taken, Dexter, Justified, The Astronaut Wives Club, Dexter: Resurrection
- Francesco Pezzulli in Exit Speed, Sneaky Pete (st. 2)
- Loris Loddi in Nave fantasma, Gossip Girl (st. 2)
- Alessandro Quarta in Elementary
- Christian Iansante in Gossip Girl (st. 3-6)
- Claudio Moneta in The Neon Demon
- Daniele Raffaeli in Limitless
- Fabrizio Manfredi in Giovanna D'Arco
- Fabrizio Vidale in Shooter
- Francesco Bulckaen in L.A. Dragnet
- Lorenzo Scattorin in Law & Order: Criminal Intent
- Mauro Gravina in Wrong Turn
- Raffaele Palmieri in Sneaky Pete (ep. 1x10)
- Roberto Draghetti in Matrimonio tra amici
- Vittorio De Angelis in Three Way